# Vinci GT (carro)
Vinci é uma marca portuguesa de automóveis.

## Modelos

### Vinci GT
O primeiro coupé desportivo português, chamado Vinci GT, será construído no Centro de Engenharia (CEIIA), a partir dos desenhos que o Auto Museu da Maia desenvolveu, inspirando-se nos pormenores dos mais belos e míticos automóveis desportivos dos anos 60 e 70. 
As imagens até agora reveladas mostram um coupé desportivo de generosas dimensões pensado para receber motores de elevada performance. Os responsáveis do projecto avançam para um preço, dependendo da definição do projecto, entre os 300 e 400 mil euros.
Este Concept Car foi desenvolvido a pensar na segunda fase, que terá a sua produção em número de 10 ou 20 unidades, desde que conseguidas as parcerias estratégicas necessárias, podendo o mesmo ser construído em Portugal através da empresa criada para o desenvolvimento do projecto, e detida pelo Auto Museu da Maia.
A base desta automóvel é o Chevrolet Corvette C5 na sua versão base, com 480cv e só com alterações da carroçaria (o Corvette utiliza um chassis de travessas em que os paineis da carroçaria não fazem parte da estrutura do carro, ao contrário do que sucede num automóvel de grande produção, tornando assim a sua substituição um processo extremamente fácil e de baixo custo) e com alterações em algumas zonas do interior.
Mais detalhes deste automóvel foram desvendados na sua apresentação em escala real no AutoClássico, entre os dias 29 de Setembro a 1 de outubro na Exponor.
Alguma polémica tem surgido após a apresentação do primeiro modelo funcional no G.P Histórico da Boavista, na cidade do Porto, onde as afirmações do CEIIA acerca da origem totalmente portuguesa deste modelo e a sua exclusividade e preço foram amplamente criticadas. Em causa está o facto de na realidade se tratar de um Corvette com um aspecto diferente e com a mecanica e estrutura intactas, algo que vai contra as afirmações de ser "100% Português" e o facto da diferença de preços entre o Corvette normal e o Vinci GT ser superior a 100.000€ quando as modificações efectuadas não o justificam. Outro factor de critica têm sido também a afirmação do CEIIA de este ser o primeiro desportivo português, quando na realidade já existiram outros pequenos fabricantes em especial na década de 50/60.
O Vinci GT foi descontinuado e fez a sua última aparência documentada em 2013.